# Каргапольский район
Каргапо́льский райо́н — административно-территориальная единица (район) в Курганской области России. В рамках организации местного самоуправления в границах района существует муниципальное образование Каргапольский муниципальный округ (с 2004 до 2021 гг. — муниципальный район).
Административный центр — посёлок городского типа Каргаполье.

## География
Район расположен в северо-западной части Курганской области и граничит с Шатровским, Белозерским, Кетовским, Юргамышским, Мишкинским, Шадринским районами области.
По территории района протекают основные реки -Исеть и Миасс, а так же на его территории находится большое количество озёр ,самыми большими из которых являются озёра Иткуль и Караульное,  и болот (Сетово болото).

## История

### 1923—1963 годы
Каргапольский район образован на основании постановлений ВЦИК от 3 и 12 ноября 1923 года в составе Шадринского округа Уральской области с центром в с. Каргаполье из волостей: Бакланской, Каргапольской, Усть-Миасской, части Житниковской и части Осиновской Шадринского уезда Екатеринбургской губернии и Окуневской волости Челябинского уезда Челябинской губернии. В район вошел 21 сельсовет: Бакланский, Бобылевский, Вяткинский, Долговский, Жарниковский, Жикинский, Житниковский, Журавлевский, Каргапольский, Липняговский, Нечунаевский, Новоникольский, Окуневский, Плотниковский, Скоробогатовский, Сухановский, Тамакульский, Толстопятовский, Тукманский, Усть-Миасский, Шляпниковский.
Постановлением Президиума Уралоблисполкома от 27 февраля 1924 года Жикинский, Житниковский и Тукманский сельсоветы переданы в Курганский округ.
Постановлением Шадринского окрисполкома от 28 февраля 1924 года из Исетского района передан Колмогоровский сельсовет.
Постановлением Шадринского окрисполкома от 13 сентября 1924 года Новоникольский сельсовет передан в Чашинский район.
Постановлением Президиума Уралоблисполкома от 28 июля 1926 года образованы Кулашский и Соколовский сельсоветы.
Постановлением Президиума Уралоблисполкома от 15 сентября 1926 года Плотниковский и Соколовский сельсоветы переданы в Воскресенский район.
Постановлением ВЦИК от 1 января 1932 года из упразднённого Мехонского района переданы: Бахаревский, Грачевский, Дальнекубасовский, Изъедугинский, Ичкинский, Каширцевский, Кондинский, Ленский, Малышевский, Мехонский, Плоскинский, Поротовский, Спицынский, Титовский, Чемякинский и Шайтанский сельсоветы; из упразднённого Чашинского района переданы: Банниковский, Брылинский, Жикинский, Житниковский, Иткульский, Локтинский, Никольский (Николаевский), Новоиковский, Пустуевский, Салтосарайский, Тукманский и Чашинский сельсоветы.
Постановлением ВЦИК от 17 января 1934 года район включён в состав Челябинской области.
Постановлением ЦИК СССР от 27 сентября 1934 года организован Зерносовхозный поссовет.
Постановлением ВЦИК от 20 декабря 1934 года из Белозерского района передан Могильниковский-1 сельсовет.
Постановлением ВЦИК от 18 января 1935 года во вновь образованный Чашинский район переданы: Банниковский, Брылинский, Жикинский, Житниковский, Иткульский, Локтинский, Могильниковский-1, Никольский (Николаевский), Новоиковский, Пустуевский, Салтосарайский, Тукманский, Чашинский и Чемякинский сельсоветы.
Указом Президиума Верховного Совета РСФСР от 13 ноября 1939 года Толстопятовский сельсовет предан в Кировский район.
Указом Президиума Верховного Совета РСФСР от 6 июня 1941 года во вновь образованный Мехонский район переданы: Бахаревский, Грачевский, Дальнекубасовский, Изъедугинский, Ичкинский, Каширцевский, Кондинский, Ленский, Малышевский, Мехонский, Плоскинский, Поротовский, Спицынский, Титовский и Шайтанский сельсоветы; из Шадринского района переданы Березовский и Осиновский сельсоветы.
Указом Президиума Верховного Совета СССР от 6 февраля 1943 года район включён в состав Курганской области.
Указом Президиума Верховного Совета СССР от 28 марта 1945 года Березовский сельсовет переименован в Шуткинский, фактически до 1955 года значился под первоначальным названием.
Указом Президиума Верховного Совета РСФСР от 14 июня 1954 года Бакланский, Бобылевский, Жарниковский, Кулашский, Липняговский, Нечунаевский, Скоробогатовский и Шляпниковский сельсоветы упразднены.
Указом Президиума Верховного Совета РСФСР от 24 ноября 1955 года из Юргамышского района передан Убиенский сельсовет и переименован в Твердышский.
Решением Курганского облисполкома от 30 июля 1962 года Зерносовхозный и Шуткинский сельсоветы объединены в Зерносовхозный сельсовет с центром в п. Майский; Окуневский и Сухановский объединены в Окуневский сельсовет с центром в с. Окуневское.

### 1963—1965 годы
Указом Президиума Верховного Совета РСФСР от 1 февраля 1963 года образован укрупненный Каргапольский сельский район с включением в его состав упразднённых Чашинского и части Белозерского и Кировского районов. В район вошел Краснооктябрьский поссовет и 37 сельсоветов: Банниковский, Бахаревский, Белозерский, Боровлянский, Брылинский, Вагинский, Вяткинский, Долговский, Дубровинский, Житниковский, Журавлевский, Зерносовхозный, Камаганский, Каргапольский, Колесниковский, Колмогоровский, Кошкинский, Локтинский, Менщиковский, Новопесковский, Окуневский (бывш. Каргапольского района), Окуневский (бывш. Чашинского района), Осиновский, Памятинский, Першинский, Пустуевский, Пьянковский, Речкинский, Скатинский, Скопинский, Соколовский, Тамакульский, Твердышский, Усть-Миасский, Чашинский, Чимеевский, Шмаковский.
Указом Президиума Верховного Совета РСФСР от 3 марта 1964 года в Кетовский район переданы: Белозерский, Боровлянский, Вагинский, Кошкинский, Менщиковский, Памятинский, Першинский, Речкинский, Скатинский, Скопинский и Шмаковский сельсоветы.
Решением Курганского сельского облисполкома от 29 июня 1964 года Окуневский сельсовет (бывш. Чашинского района) переименован в Сосновский сельсовет; Колесниковский сельсовет упразднён, вошёл в Новопесковский сельсовет.

### С 1965 года
Указом Президиума Верховного Совета РСФСР от 12 января 1965 года укрупненный Каргапольский сельский район преобразован в Каргапольский район и разукрупнён: Пьянковский и Чимеевский сельсоветы переданы во вновь образованный Белозерский район.
Решением Курганского облисполкома от 9 ноября 1965 года Дубровинский и Новопесковский сельсоветы переданы в Мишкинский район.
Решением Курганского облисполкома от 9 января 1969 года образован Тагильский сельсовет; упразднены Каргапольский, Пустуевский и Тамакульский сельсоветы; Зерносовхозный сельсовет переименован в Майский сельсовет; с. Каргаполье, с. Тамакулье и д. Зырянка преобразованы в р.п. Каргаполье.
Решением Курганского облисполкома от 17 октября 1972 года Колмогоровский сельсовет переименован в Нечунаевский сельсовет, Локтинский сельсовет переименован в Новоиковский сельсовет.
Решением Курганского облисполкома от 20 октября 1975 года упразднён Нечунаевский сельсовет.
Решением Курганского облисполкома от 25 сентября 1984 года образован Зауральский сельсовет.
Решением Курганского облисполкома от 13 ноября 1991 года образован Северный сельсовет.
Законом Курганской области от 27 июня 2018 года упразднены Брылинский, Житниковский, Новоиковский и Северный сельсоветы.
Законом Курганской области от 3 апреля 2019 года упразднены Окуневский и Соколовский сельсоветы.
Законом Курганской области от 30 ноября 2021 года № 136 в районе упразднены все сельсоветы, муниципальный район и входившие в его состав сельские поселения были преобразованы к 10 декабря 2021 года в муниципальный округ..

## Население
| 1926    | 1939    | 1959    | 1970    | 1979    | 1989    |
| ------- | ------- | ------- | ------- | ------- | ------- |
| 32 014  | ↗44 802 | ↘24 251 | ↗45 450 | ↘40 884 | ↘38 518 |
| 2002    | 2009    | 2010    | 2011    | 2012    | 2013    |
| ↘34 854 | ↘33 132 | ↘31 832 | ↘31 805 | ↘31 221 | ↘31 048 |
| 2014    | 2015    | 2016    | 2017    | 2018    | 2019    |
| ↘30 648 | ↘30 453 | ↘30 201 | ↗30 206 | ↘30 161 | ↘29 753 |
| 2020    | 2021    |         |         |         |         |
| ↘29 278 | ↘26 126 |         |         |         |         |

### Урбанизация
Городское население (рабочие посёлки Каргаполье и  Красный Октябрь) составляет 44,88 % от всего населения района.

## Территориальное устройство
В рамках административно-территориального устройства, до 2021 года район делился на административно-территориальные единицы: 2 посёлка городского типа и 15 сельсоветов.
В рамках муниципального устройства, до 2021 года в одноимённый муниципальный район входили 17 муниципальных образований, в том числе 2 городских поселения и 15 сельских поселений.
| №         | Бывшее муниципальное образование | Административный центр          | Количество населённых пунктов | Население (чел.) | Площадь (км²) |
| --------- | -------------------------------- | ------------------------------- | ----------------------------- | ---------------- | ------------- |
| 1e-06     | Городские поселения:             |                                 |                               |                  |               |
| 1         | рабочий посёлок Каргаполье       | рабочий посёлок Каргаполье      | 6                             | ↗8704            | 160,41        |
| 2         | рабочий посёлок Красный Октябрь  | рабочий посёлок Красный Октябрь | 1                             | ↘3460            | 171,69        |
| 2.000002  | Сельские поселения:              |                                 |                               |                  |               |
| 3         | Банниковский сельсовет           | село Большое Банниково          | 4                             | ↘752             | 149,68        |
| 4         | Бахаревский сельсовет            | село Малышева                   | 4                             | ↘547             | 82,32         |
| 4.000003  | Брылинский сельсовет             | село Брылино                    | 3                             | ↘897             | 199,76        |
| 5         | Вяткинский сельсовет             | село Вяткино                    | 5                             | ↘1245            | 192,33        |
| 6         | Долговский сельсовет             | село Долговское                 | 2                             | ↗1970            | 102,33        |
| 6.000004  | Житниковский сельсовет           | село Житниковское               | 6                             | ↘1274            | 222,48        |
| 7         | Журавлевский сельсовет           | село Журавлево                  | 6                             | ↗965             | 141,00        |
| 8         | Зауральский сельсовет            | село Зауральское                | 5                             | ↘483             | 202,40        |
| 9         | Майский сельсовет                | посёлок Майский                 | 8                             | ↘1718            | 188,80        |
| 9.000005  | Новоиковский сельсовет           | село Новоиковское               | 3                             | ↘436             | 117,06        |
| 9.000006  | Окуневский сельсовет             | село Окуневское                 | 5                             | ↘682             | 251,17        |
| 10        | Осиновский сельсовет             | село Осиновское                 | 3                             | ↘685             | 100,63        |
| 10.000007 | Северный сельсовет               | деревня Северная                | 3                             | ↘366             | 88,05         |
| 10.000008 | Соколовский сельсовет            | село Соколово                   | 3                             | ↘312             | 110,15        |
| 11        | Сосновский сельсовет             | село Сосновка                   | 3                             | ↘593             | 162,78        |
| 12        | Тагильский сельсовет             | село Тагильское                 | 5                             | ↘1661            | 118,51        |
| 13        | Твердышский сельсовет            | посёлок Твердыш                 | 2                             | ↘225             | 177,11        |
| 14        | Усть-Миасский сельсовет          | село Усть-Миасское              | 3                             | ↘516             | 64,62         |
| 15        | Чашинский сельсовет              | село Чаши                       | 6                             | ↘5141            | 190,02        |

Законом Курганской области от 27 июня 2018 года, в состав Чашинского сельсовета были включены все населённые пункты четырёх упразднённых Брылинского, Житниковского, Новоиковского и Северного сельсоветов.
Законом Курганской области от 3 апреля 2019 года, в состав Долговского сельсовета были включены все населённые пункты упразднённых Окуневского и Соколовского сельсоветов.
Законом Курганской области от 30 ноября 2021 года муниципальный район и все входившие в его состав городское и сельские поселения были упразднены и преобразованы путём их объединения в муниципальный округ; помимо этого были упразднены и сельсоветы района как его административно-территориальные единицы.

## Населённые пункты
В Каргапольском районе (муниципальном округе) 86 населённых пунктов, в том числе 2 посёлка городского типа (рабочих посёлка) и 84 сельских населённых пунктов.
| №  | Населённый пункт  | Тип             | Население | Бывшее муниципальное образование |
| -- | ----------------- | --------------- | --------- | -------------------------------- |
| 1  | Асямолова         | деревня         | ↘121      | Житниковский сельсовет           |
| 2  | Бакланское        | село            | ↘320      | Журавлевский сельсовет           |
| 3  | Барсукова         | деревня         | ↘32       | Журавлевский сельсовет           |
| 4  | Бахарево          | село            | ↘121      | Бахаревский сельсовет            |
| 5  | Белоусова         | деревня         | ↘59       | Северный сельсовет               |
| 6  | Березовка         | деревня         | ↗2        | Майский сельсовет                |
| 7  | Бобылева          | деревня         | ↘19       | Майский сельсовет                |
| 8  | Большое Банниково | село            | ↗238      | Банниковский сельсовет           |
| 9  | Бралгина          | деревня         | ↘148      | Северный сельсовет               |
| 10 | Брылино           | село            | ↘568      | Брылинский сельсовет             |
| 11 | Ватолино          | посёлок         | ↘18       | Майский сельсовет                |
| 12 | Вишневка          | деревня         | ↘35       | Зауральский сельсовет            |
| 13 | Воденникова       | деревня         | ↘7        | Усть-Миасский сельсовет          |
| 14 | Володина          | деревня         | ↗164      | Вяткинский сельсовет             |
| 15 | Воронова          | деревня         | ↗292      | Вяткинский сельсовет             |
| 16 | Вяткино           | село            | ↗539      | Вяткинский сельсовет             |
| 17 | Грибной           | посёлок         | →2        | Бахаревский сельсовет            |
| 18 | Дачный            | посёлок         | ↘85       | Тагильский сельсовет             |
| 19 | Деулина           | деревня         | ↘321      | Банниковский сельсовет           |
| 20 | Долговское        | село            | ↘1085     | Долговский сельсовет             |
| 21 | Жарникова         | деревня         | ↘91       | Долговский сельсовет             |
| 22 | Жарниково         | посёлок         | ↘0        | Журавлевский сельсовет           |
| 23 | Жикина            | деревня         | ↘108      | Житниковский сельсовет           |
| 24 | Жилина            | деревня         | ↘88       | Журавлевский сельсовет           |
| 25 | Житниковское      | село            | ↘742      | Житниковский сельсовет           |
| 26 | Журавлево         | село            | ↘446      | Журавлевский сельсовет           |
| 27 | Заозерная         | деревня         | ↘157      | Окуневский сельсовет             |
| 28 | Заречье           | деревня         | ↘81       | Майский сельсовет                |
| 29 | Заря              | деревня         | ↘52       | Чашинский сельсовет              |
| 30 | Зауральское       | село            | ↗451      | Зауральский сельсовет            |
| 31 | Игнатьева         | деревня         | ↘68       | Окуневский сельсовет             |
| 32 | Иткуль            | деревня         | ↘109      | Чашинский сельсовет              |
| 33 | Каргаполье        | рабочий посёлок | ↗8265     | рабочий посёлок Каргаполье       |
| 34 | Каргаполье        | посёлок         | ↘933      | Майский сельсовет                |
| 35 | Ключи             | посёлок         | ↘293      | Тагильский сельсовет             |
| 36 | Колмогоровское    | село            | ↘112      | Осиновский сельсовет             |
| 37 | Комсомольская     | деревня         | ↘120      | Майский сельсовет                |
| 38 | Красный Бор       | посёлок         | ↘11       | Вяткинский сельсовет             |
| 39 | Красный Октябрь   | рабочий посёлок | ↘3460     | рабочий посёлок Красный Октябрь  |
| 40 | Лесное            | деревня         | ↘123      | Зауральский сельсовет            |
| 41 | Липнягова         | деревня         | ↘38       | Усть-Миасский сельсовет          |
| 42 | Локти             | село            | ↘40       | Новоиковский сельсовет           |
| 43 | Луговая           | деревня         | ↘84       | Соколовский сельсовет            |
| 44 | Майский           | посёлок         | ↗883      | Майский сельсовет                |
| 45 | Малое Банниково   | деревня         | ↘20       | Банниковский сельсовет           |
| 46 | Малышева          | село            | ↘364      | Бахаревский сельсовет            |
| 47 | Мамонова          | деревня         | ↘43       | Брылинский сельсовет             |
| 48 | Мишагина          | деревня         | ↘68       | рабочий посёлок Каргаполье       |
| 49 | Мурзина           | деревня         | ↘158      | Бахаревский сельсовет            |
| 50 | Нечунаева         | деревня         | ↘169      | рабочий посёлок Каргаполье       |
| 51 | Новая Никольская  | деревня         | ↘97       | Новоиковский сельсовет           |
| 52 | Новоиковское      | село            | ↘392      | Новоиковский сельсовет           |
| 53 | Одина             | деревня         | ↘159      | Журавлевский сельсовет           |
| 54 | Окуневка          | посёлок         | ↗68       | Сосновский сельсовет             |
| 55 | Окуневское        | село            | ↘314      | Окуневский сельсовет             |
| 56 | Орловка           | деревня         | ↘60       | Зауральский сельсовет            |
| 57 | Осиновское        | село            | ↘473      | Осиновский сельсовет             |
| 58 | Первомайский      | посёлок         | ↘35       | Сосновский сельсовет             |
| 59 | Предеина          | деревня         | ↘190      | Осиновский сельсовет             |
| 60 | Пустуево          | село            | ↘60       | Житниковский сельсовет           |
| 61 | Расковалова       | деревня         | ↘234      | Чашинский сельсовет              |
| 62 | Рощино            | деревня         | ↘35       | Чашинский сельсовет              |
| 63 | Рыбная            | деревня         | ↘104      | Чашинский сельсовет              |
| 64 | Савина            | деревня         | ↘337      | Брылинский сельсовет             |
| 65 | Салтосарайская    | деревня         | ↘166      | Банниковский сельсовет           |
| 66 | Северная          | деревня         | ↘219      | Северный сельсовет               |
| 67 | Скоробогатова     | деревня         | ↘72       | Окуневский сельсовет             |
| 68 | Соколово          | село            | ↘175      | Соколовский сельсовет            |
| 69 | Сосновка          | село            | ↘573      | Сосновский сельсовет             |
| 70 | Суханова          | деревня         | ↘158      | Окуневский сельсовет             |
| 71 | Тагильское        | село            | ↘962      | Тагильский сельсовет             |
| 72 | Ташкова           | деревня         | ↘9        | рабочий посёлок Каргаполье       |
| 73 | Твердыш           | посёлок         | ↘291      | Твердышский сельсовет            |
| 74 | Тукманное         | деревня         | ↘263      | Житниковский сельсовет           |
| 75 | Ударник           | деревня         | ↘96       | Майский сельсовет                |
| 76 | Усть-Миасское     | село            | ↘506      | Усть-Миасский сельсовет          |
| 77 | Храмова           | деревня         | ↘151      | рабочий посёлок Каргаполье       |
| 78 | Чапаева           | деревня         | ↘144      | Соколовский сельсовет            |
| 79 | Чаши              | село            | ↘1950     | Чашинский сельсовет              |
| 80 | Чемякина          | деревня         | ↘64       | Житниковский сельсовет           |
| 81 | Черепанова        | деревня         | ↗219      | Тагильский сельсовет             |
| 82 | Шабарчина         | деревня         | ↘152      | рабочий посёлок Каргаполье       |
| 83 | Шадринский        | посёлок         | ↘80       | Твердышский сельсовет            |
| 84 | Шахматова         | деревня         | ↘205      | Вяткинский сельсовет             |
| 85 | Шляпникова        | деревня         | ↘102      | Тагильский сельсовет             |
| 86 | Шуткино           | деревня         | ↘22       | Зауральский сельсовет            |

### Упразднённые населённые пункты
В 2007 году упразднены деревни Боярка и Хвойная

## Экономика
Основу экономики района составляет сельскохозяйственное производство. Стабильно работают сельхозпредприятия АО им. Калинина, АО «Зауральская нива», АО «Вяткинское», ПБ «Каргапольская», АО «Агрокомплекс «Кургансемена». Промышленные предприятия ориентированы на переработку леса и сельхозпродукции: ОАО «Заураллес» (заготовка и вывозка древесины), ГП «Кособродский деревообрабатывающий завод» (производство блоков дверных и оконных),  ООО «Водолей» начат выпуск минеральной воды «Каргапольская», предприятие «Агрос» выпускает строительные материалы из пенобетона.

## Археология
Поселение Ташково-1 находится в 1,5 км к востоку от деревни Ташкова и в 2 км к северо-западу от села Усть-Миасского на правом берегу старичного русла реки Исеть. Нижний слой поселения связан с козловским культурным типом раннего неолита, в то время как верхний слой в поселения основном содержит поздненеолитические материалы. Типологически датированный керамический сосуд (5400 лет до н. э.) относится к кошаровско-юринскому типу козловской культуры, хотя стратиграфически он был связан с верхним поздненеолитическим слоем. Поселение Ташково-3 находится в 1,2 км к востоку от деревни Ташкова.
Притобольская группа памятников раннего бронзового века выделена в ташковскую культуру по наиболее значительному однослойному поселению Ташково II. Притобольское население в начале 2-го тыс. до н. э. жило оседло, но продолжало заниматься рыболовством и охотой, освоило металлообработку и, возможно, придомное животноводство. Оно находилось в постоянных культурных контактах с населением Южного Урала. Численность на поселении Ташково II могла достигать 60—70 человек. Для поселения Ташково II получена радиоуглеродная дата 3780±40 лет (1830 год до н. э.). В орнаментации ташковской керамики заметно влияние андреевской культуры.

## Пресса
Газета «Сельская правда» выходит с 1 июня 1930 года. До 1962 года носила названия «Знамя коммуны».

## Известные жители
- Герои Советского Союза, родившийся на этой территории: А.М. Кокорин (1921—1943), С.Л. Копытов (1924—1993), П.В. Крюков (1915—1945), И.А. Малышев (1914—1943), Н.Ф, Махов (1921—1943), В.М. Пермяков (1924—1990)
- Герои Социалистического Труда, родившиеся на этой территории: М.И. Вторушин (1914—1997), Ф.Н. Жилин (1911—1987), А.Т. Стеблёва (1925—2017), Н.В. Шабашов (1925—?)

### Руководители органов исполнительной власти

#### Председатель исполнительного комитета Каргапольского районного Совета народных депутатов
- 1990 — декабрь 1991 — Сухнев Виктор Георгиевич

#### Глава Администрации Каргапольского района
- декабрь 1991 — ноябрь 2004 — Сухнев Виктор Георгиевич

#### Глава Каргапольского района
- ноябрь 2004 — июнь 2014 — Сухнев Виктор Георгиевич
- 20 июня 2014 — 2022 —— Князев Сергей Николаевич, со 2 июня 2022 года — руководитель ликвидационной комиссии
- с 23 августа 2022 — Ленков Евгений Евгеньевич, руководитель ликвидационной комиссии; юридическое лицо Администрация Каргапольского района (ИНН 4508000953) находится в стадии ликвидации.

#### Глава Каргапольского муниципального округа Курганской области
5 августа 2022 года зарегистрирована Администрация Каргапольского муниципального округа Курганской области (ИНН 4500003134) 
- с 5 августа 2022 — Ленков Евгений Евгеньевич

### Руководители органов законодательной власти

#### Председатель Представительного Собрания Каргапольского района
Представительное Собрание Каргапольского района (с 2004 года — Каргапольская районная Дума) было сформировано в 1996 году в соответствии с Законом Курганской области от 05 февраля 1996 года № 37 «О местном самоуправлении в Курганской области» и Законом Курганской области от 22 июля 1996 года № 67 «О выборах депутатов представительных органов местного самоуправления Курганской области». В соответствии с Уставом района были избраны 11 депутатов. 
- I созыв (выборы 24 ноября 1996 — 2000) — Сухнев Виктор Георгиевич
- II созыв (выборы 26 ноября 2000 — 2004) — Сухнев Виктор Георгиевич

#### Председатель Каргапольской районной Думы
В соответствии с Уставом района были избраны 15 депутатов.
- III созыв (выборы 28 ноября 2004 — 2009) — Князев Сергей Николаевич
- IV созыв (выборы 14 марта 2010 — 2015) — Смольников Анатолий Николаевич
- V созыв (выборы 13 сентября 2015 — 2020) — Смольников Анатолий Николаевич
- VI созыв (выборы 13 сентября 2020 — 2022)
  - 2020 — 6 июля 2021 — Кандаков Владимир Викторович, досрочно прекратил полномочия
  - 6 июля 2021 — 2022 — Ленков Евгений Евгеньевич; с 23 мая 2022 года — руководитель ликвидационной комиссии, 24 октября 2022 года ликвидировано юридическое лицо Каргапольская районная Дума (ИНН 4508007500).

#### Председатель Думы Каргапольского муниципального округа
19 мая 2022 года зарегистрирована Дума Каргапольского муниципального округа Курганской области (ИНН 4500001225)
- I созыв (выборы 24 апреля 2022—2027)
  - 12 мая 2022 — 29 июля 2022 — Ленков Евгений Евгеньевич, досрочно прекратил полномочия в связи с избранием главой Каргапольского муниципального округа
  - с 29 июля 2022 — октябрь 2023 — Кучин Евгений Владимирович, арестован[30]
  - с 31 октября 2023 — и. о. Симоновский Андрей Леонидович